# Tha Carter III
Tha Carter III – szósty solowy album amerykańskiego rapera Lila Wayne’a, wydany 10 czerwca 2008 w Cash Money Records. Płyta sprzedała się w nakładzie, ponad jednego miliona egzemplarzy w pierwszym tygodniu. Ostatni raz udało się to 50 Centowi w 2005 roku, z płytą The Massacre. Album zadebiutował na 1. miejscu amerykańskiego zestawienia Billboard 200, oraz Canadian Albums Chart. 
Album był nominowany do Nagrody Grammy w kategorii Album of the Year i był laureatem w kategorii Best Rap Album za rok 2009.
W 2012 roku album został sklasyfikowany na 437. miejscu listy 500 albumów wszech czasów magazynu Rolling Stone.

## Single
Pierwszym singlem promującym płytę był „Lollipop”, wraz ze Static Major. Singiel zadebiutował na 1. miejscu amerykańskiego zestawienia Billboard Hot 100. Później ukazały się dwa następne: A Milli i Got Money, wydane w ten sam dzień. Got Money dotarło na dziesiąte miejsce a A Milli na 6. Ostatnim singlem był „Mrs. Officer/Comfortable” do którego powstał teledysk.

## Lista utworów
| #  | Tytuł                  | Gościnnie                 | Producent            | Czas |
| -- | ---------------------- | ------------------------- | -------------------- | ---- |
| 1  | „3 Peat"               |                           | Maestro              | 3:19 |
| 2  | „Mr. Carter"           | Jay-Z                     | Infamous Drew Correa | 5:16 |
| 3  | „A Milli"              |                           | Bangladesh           | 3:41 |
| 4  | „Got Money"            | T-Pain                    | T-Pain Play-N-Skillz | 4:04 |
| 5  | „Comfortable"          | Birdman                   | Kanye West           | 4:25 |
| 6  | „Dr. Carter"           |                           | Swizz Beatz          | 4:24 |
| 7  | „Phone Home"           |                           | Cool & Dre           | 3:11 |
| 8  | „Tie My Hands"         | Robin Thicke              | Robin Thicke         | 5:19 |
| 9  | „Mrs. Officer"         | Bobby Valentino Kidd Kidd | Deezle               | 4:47 |
| 10 | „Let the Beat Build"   |                           | Kanye West Deezle    | 5:09 |
| 11 | „Shoot Me Down"        | D. Smith                  | D. Smith             | 4:29 |
| 12 | „Lollipop"             | Static Major              | Jim Jonsin Deezle    | 4:59 |
| 13 | „La La"                | Brisco Busta Rhymes       | David Banner         | 4:21 |
| 14 | „Playing with Fire"    | Betty Wright              | Jelly Roll           | 4:21 |
| 15 | „You Ain't Got Nuthin" | Fabolous Juelz Santana    | The Alchemist Deezle | 5:27 |
| 16 | „Dontgetit"            |                           | Rodnae & Mousa       | 9:54 |

## Pozycje na listach
| Lista                        | Pozycja | Sprzedaż  | Certyfikat |
| ---------------------------- | ------- | --------- | ---------- |
| Australian ARIA Albums Chart | 47      |           |            |
| Canadian Albums Chart        | 1       | 21,000+   |            |
| Dutch Albums Chart           | 21      |           |            |
| French Albums Chart          | 25      |           |            |
| Irish Album Chart            | 34      |           |            |
| UK Album Chart               | 23      | 60,000    | Srebro     |
| U.S. Billboard 200           | 1       | 2,624,722 | 2x Platyna |